# Dacalana monsapona
Dacalana monsapona är en fjärilsart som beskrevs av Schröder och Colin G.Treadaway 1978. Dacalana monsapona ingår i släktet Dacalana och familjen juvelvingar. Inga underarter finns listade i Catalogue of Life.

## Bildgalleri

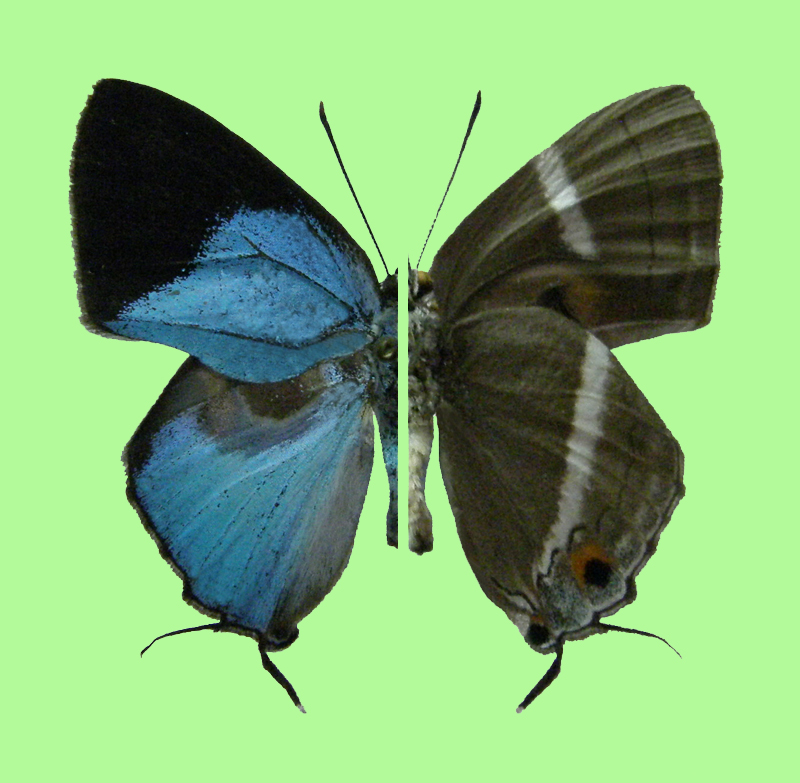
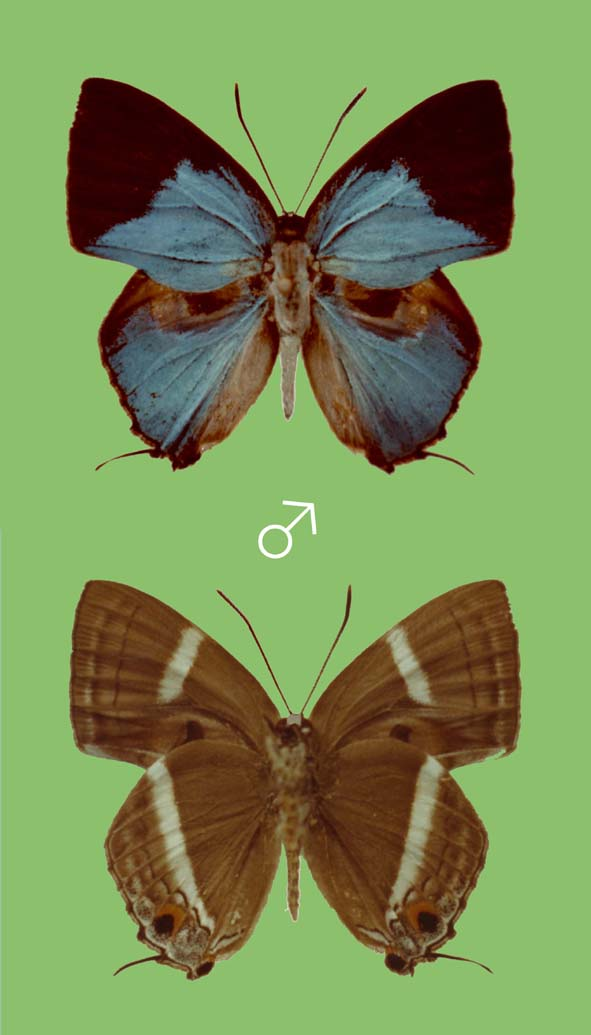
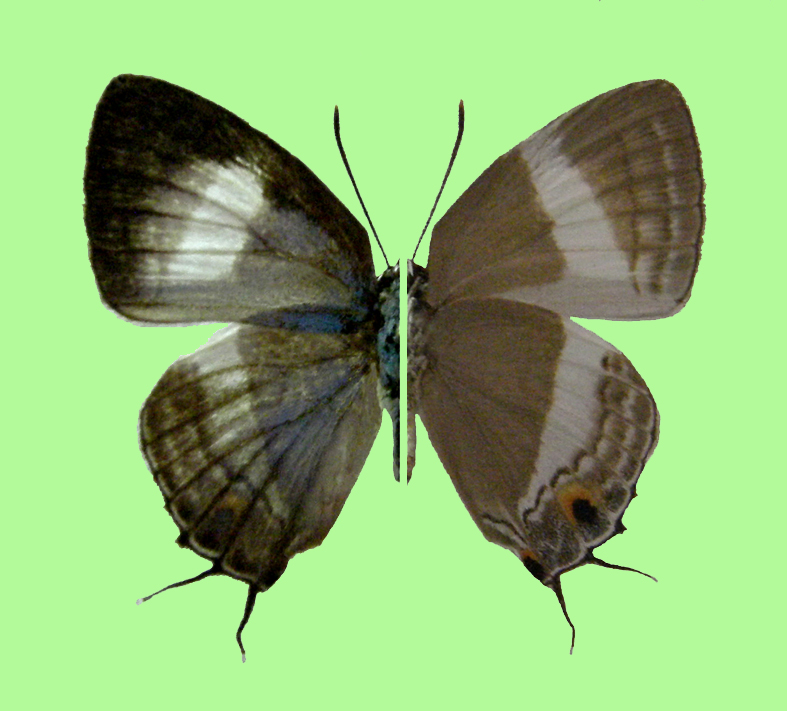